# Lily Allen
Lily Rose Beatrice Cooper (sinh ngày 2 tháng 5 năm 1985), được biết đến với nghệ danh Lily Allen, là một nghệ sĩ thu âm, nhà thiết kế thời trang người Anh. Cô là con gái của nam diễn viên, nhạc sĩ Keith Allen và nhà sản xuất phim Alison Owen. Trong những năm tháng thiếu niên, phong cách âm nhạc của cô phát triển từ glam rock đến alternative rock. Cô tham gia vào sự kiện Glastonbury Festival năm 14 tuổi và một năm sau, cô bỏ học và tập trung vào việc phát triển kĩ năng sáng tác và biểu diễn. Sau này, cô đã sáng tác được một số bài hát và gần cuối năm 2005, cô đã tạo một trang trên Myspace và đăng các bản thu âm của mình lên đó.
Khi trang Myspace của Allen có đến hàng chục nghìn lượt xem, một hợp đồng thu âm giữa cô với hãng Regal Recordings đã được ký kết. Năm 2006, cô bắt đầu làm việc để hoàn thành album đầu tay của mình. Đĩa đơn đầu tay có tên "Smile", đã đạt vị trí quán quân trên UK Singles Chart tháng 7 năm 2006 và album đầu tay Alright, Still cũng được đón nhận tốt trên thị trường quốc tế, bán được trên 2,6 triệu bản. Với album này, Allen cũng nhận được một đề cử cho giải Grammy, giải BRIT và MTV Video Music Awards. Cô bắt đầu dẫn chương trình talk show của chính cô, Lily Allen and Friends trên BBC Three.
Album phòng thu thứ hai của Allen, It's Not Me, It's You, cho thấy một sự thay đổi trong thể loại nhạc của cô, với nhiều chất electropop so với chỉ ska và reggae trong album đầu tiên. Album đạt vị trí #1 trên UK Albums Chart và Australian ARIA Charts, được các nhà phê bình đánh giá cao và cho thấy được sự trưởng thành của cô. Album có các hit "The Fear" và "Fuck You" rất nổi tiếng ở châu Âu, trong đó "The Fear" đã đạt vị trí quán quân ở Anh. Tháng 9 năm 2009, Allen tuyên bố cô sẽ nghỉ ngơi sau khi hoàn thành những chuyến lưu diễn còn lại của mình, trong đó cô có nói đến dự định của mình là viết bài hát cho các nghệ sĩ khác, thành lập một công ty thu âm và mở một cửa hàng thời trang.

## Tuổi thơ
Allen sinh ra ở Hammersmith, miền tây Luân Đôn, là con gái của diễn viên, nghệ sĩ hài Keith Allen và nhà sản xuất phim Alison Owen. Gia đình cô định cư ở quận Bắc Luân Đôn của Islington. Cô có một chị gái tên là Sarah; một em trai tên là Alfie Owen-Allen (nhân vật chính trong ca khúc "Alfie" của cô) và một em gái tên là Rebecca.
Năm 1988, lúc mới 3 tuổi, Allen đã xuất hiện trên The Comic Strip Presents..., trong tập "The Yob", tập phim bố cô đồng sáng tác kịch bản. Năm 4 tuổi, bố cô đã bỏ rơi gia đình cô. Allen lớn lên cùng mẹ và sống trong một khu nhà trong cư xá thành phố trong gần như toàn bộ tuổi thơ của cô Tuy nhiên, cô theo học những trường dân lập xa xỉ nhất ở Anh; Allen đã học ở tổng cộng 13 trường và đã bị đuổi vài lần do uống rượu và hút thuốc.

## Danh sách đĩa nhạc
- Alright, Still (2006)
- It's Not Me, It's You (2009)
- Sheezus (2014)
- No Shame (2018)